# Station Vaudagne
Station Vaudagne (Frans: Gare de Vaudagne) is een spoorwegstation in de Franse gemeente Les Houches in het departement Haute-Savoie, aan de spoorlijn Saint-Gervais-les-Bains-Le Fayet - Vallorcine (grens).